# 王恭玮

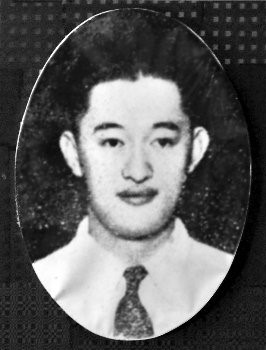
王恭玮小照

王恭玮（1920年—1942年4月17日 †），中华民国大陆时期外交官，外交家王正廷第六子。因抗日战争殉职而闻名。二战中国“抗日外交九烈士”之一。

## 生平
浙江奉化人，生于上海。毕业于上海圣约翰大学，获文学学士。后在外交部任职。1941年，任菲律宾马尼拉总领事馆甲种学习员。1942年1月2日，日军进逼马尼拉。马尼拉沦陷，中国驻马尼拉人员，王恭玮与总领事杨光泩等7人被日军拘留，受拷问酷刑，始终不屈。1942年4月17日，王恭玮被秘密押至马尼拉华侨义山，遭杀害。
王恭玮的遗骸被1945年登陆菲律宾的美军辨认找到，因王氏身高1.86米，遗骸后移葬南京菊花台。
王恭玮殉职时年仅22岁，是“抗日外交九烈士”中最年轻的。遗有妻室邵秀兰，1941年结婚，后居上海。二人无子嗣。